# التزام‌گیری
در قوانین انگلستان و ولز و برخی دیگر از حوزه‌های قضایی کامن لا، التزام‌گیری (به انگلیسی: Binding over) اِعمال برخی اختیارات توسط دادگاه‌های کیفری است که برای رسیدگی به مسائل سطح‌پایین نظم عمومی استفاده می‌شود. هم دادگاه‌های صلح و هم دادگاه‌های جزا، ممکن است در شرایط خاصی دستورات التزام‌آور صادر کنند.

## در بریتانیا
دیوید فلدمن، مفسر حقوقی اهل بریتانیا، در مقاله‌ای در سال ۱۹۸۸ در ژورنال حقوقی کمبریج، قدرت «ملتزم کردن افراد به داشتن رفتار خوب یا نگه داشتن صلح» را ابزاری مفید و رایج در نظام عدالت کیفری بریتانیا می‌داند. التزام گرفتن ریشه در تضمین صلح دارد که «از ترتیبات حفظ صلح در قوانین آنگلوساکسون، بیرون آمده و با استفاده از امتیاز پادشاهی و قرارهای پادشاهی گسترش پیدا کرده است» و دستگاه جداگانه ضامن رفتار خوب، که ریشه در عفو مشروط توسط پادشاه دارد. مجوز قانونی برای التزام گرفتن، در مصوبه قاضی‌های صلح ۱۳۶۱ و مصوبه قاضی‌های صلح ۱۹۶۸ یافت می‌شود. بخش ۱۵۰ مصوبه اختیارات دادگاه‌های کیفری (صدور حکم) ۲۰۰۰، به دادگاه‌های کیفری این اختیار را می‌دهد تا «والد/ سرپرست یک جوان محکوم را ملتزم کند، تا مراقبت مناسب و اِعمال کنترل مناسب [بر جوان را داشته باشد]».

## خارج از بریتانیا
دستورات التزام‌آور یکی از ویژگی‌های قوانین هنگ کنگ است.